# Thomas Hoeth
Thomas Hoeth (* 16. August 1962 in Berlin) ist ein deutscher Journalist, Autor, Filmemacher und Schriftsteller.

## Leben
Hoeth wurde für seine Arbeiten mehrfach preisgekrönt und hat mit seinem Krimi-Debüt „Herbstbotin“ im März 2010 den Stuttgarter Krimipreis für den besten deutschen Erstling gewonnen. Außerdem ist er für den renommierten Glauser-Preis nominiert. Hoeth ist verheiratet und lebt mit seiner Familie in Stuttgart.
Hoeth hat Politik, Wirtschaftswissenschaften und Philosophie studiert, bei der Tageszeitung volontiert, die Drehbuchschule absolviert und arbeitet seit 1997 als Fernsehjournalist beim Südwestrundfunk in Stuttgart. Für verschiedene Fernseh-Formate des SWR (u. a. „Landesschau“, „Landesschau unterwegs“, „Schlaglicht“) entstanden seitdem etwa 600 Beiträge, vor allem aus den Bereichen Kultur, Politik und Wirtschaft. Hoeth hat sich auf soziale Themen spezialisiert und bezeichnet sich selbst als „Geschichtenerzähler“.

## Preise und Nominierungen
2010 gewann Hoeth erneut den Journalistenpreis der Diakonie in der Sparte „Fernsehen“ mit seinem Porträt über Schwester Margret aus Stuttgart. Schwester Margret ist Anlaufstelle für Wohnungslose, geht in die Diskos, um Jugendliche zu überzeugen, dass sie doch ohne Alkohol leben sollen, und berichtet in Schulen von ihren Erlebnissen. Das Fernsehportrait „Schwester Margrets Mission“ von Thomas Hoeth hat die Jury überzeugt, weil es sehr einfühlsam, nah dran am Leben und an der Mission von Schwester Margret war. Der Bericht zeigt viele außergewöhnliche Bilder von der Arbeit mit Wohnungslosen und Suchtkranken und spart keine Themen aus. Selbst die Frage, wie es Schwester Margret mit Männern hält, wird aufgegriffen. Der Film ist im SWR-Fernsehen im Vorabendprogramm am 17. Juli 2009 gelaufen und mehrfach in anderen ARD-Anstalten wiederholt worden.
Thomas Hoeth war zuvor nominiert für den internationalen Drehbuchpreis „Weitwinkel“ (2003), gewann den Diakonie-Journalistenpreis (2007), belegte den zweiten Platz beim Caritas-Journalistenpreis (2008) und wurde auch 2009 wieder für den Preis der Diakonie nominiert.
Am 8. März 2010 erhielt er den erstmals verliehenen Stuttgarter Krimipreis für das beste deutschsprachige Debüt. Mit ihm gemeinsam ausgezeichnet wurden die bekannten Autoren Ulrich Ritzel (für „Beifang“) und Heinrich Steinfest (für „Gewitter über Pluto“).
Außerdem ist Hoeth vom „Syndikat“, der Autorengruppe deutschsprachiger Kriminalliteratur für den Friedrich-Glauser-Preis 2010 in der Sparte „Debüt“ nominiert. Der bedeutende Preis wird am 11. September 2010 auf der „Criminale“ verliehen.
2016 erhielt er den Willi-Bleicher-Preis in der Kategorie Fernsehen für den Beitrag Flüchtlinge – schaffen wir das wirklich?.

## Werke (Auswahl)
„Herbstbotin“ (Silberburg-Verlag Tübingen) ist ein temporeicher Regionalkrimi, in dessen Mittelpunkt der ehemalige LKA-Zielfahnder Amon Trester steht. Psychisch gebrochen von dem, was er während des „Deutschen Herbstes“ erleben musste, begibt sich der Privatdetektiv auf eine Spurensuche durch Südwestdeutschland. Gemeinsam mit der Journalistin Katja Gütle sucht ausgerechnet er Katjas Mutter, eine RAF-Terroristin der ersten Stunde, die seit Jahrzehnten untergetaucht, aber noch am Leben ist.
Hoeth entwickelt eine spannende Verfolgungsjagd, lässt dabei seinen Protagonisten aber genügend Raum, Tiefe und Profil zu gewinnen. Besonders das Aufeinandertreffen mit seinen ehemaligen Kollegen aus dem Landeskriminalamt ist ein vielschichtiges Mosaik aus Verrat, Korruption, Machtbesessenheit und tödlichem Wahnsinn.
„Erblast“, der zweite Fall des Stuttgarter Privatdetektivs Amon Trester, ist am 1. Oktober 2010 im Silberburg-Verlag erschienen.
Bei Emons ist Hoeth einer der Autoren der Kurzkrimi-Sammlung „Bis zum letzten Tropfen“. Weitere Autoren sind unter anderem Horst Eckert, Martina Fiess, Monika Geier, Brigitte Glaser, Carsten Sebastian Henn, Elisabeth Herrmann, Silvija Hinzmann, Thomas Hoeth, Regine Kölpin, Tatjana Kruse, Christine Lehmann, Ulla Lessmann, Hannes Nygaard, Heidi Rehn, Britt Reißmann und Nina Schindler.
Sein jüngstes Werk ist der 2012 erschienene historische Roman Dem Himmel verfallen (Silberburg-Verlag). Ein Roman über Johannes Kepler.